# Боуэр, Роджер
Сэр Роберт Герберт Боуэр KCB KBE (англ. Sir Roger Herbert Bower; 1903—1990) — генерал-лейтенант Британской армии, глава Малайского и Средневосточного командования.

## Биография
Окончил Королевское военное училище в Сандхерсте, служил в Личном Его Величества йоркширском лёгком пехотном полку с 1923 по 1930 годы в Индии. С 1937 по 1938 годы — бригадный майор в Гонконге.
Во время Второй мировой войны Боуэр был в штабе воздушно-десантного корпуса в Северо-Западной Европе, участвовал в операции «Маркет Гарден». Участвовал в битве за Арнем в 1944 году в составе 1-го воздушно-десантного корпуса. В 1945 году командовал 1-й воздушно-десантной бригадой в Норвегии во время разоружения немецких частей. После войны командовал 6-й воздушно-десантной бригадой в Палестине с 1945 по 1946 годы и был комендантом Гамбурга с 1948 по 1949 годы.
В 1950 году Боуэр возглавил ведомство сухопутных и воздушных сил при Министерстве обороны, а в 1951 году стал ответственным за обучение войск. С 1952 по 1955 годы — начальник Восточно-Английского военного округа, с 1955 по 1956 годы — начальник штаба союзных сил в Северной Европе и глава Малайского командования. В конце своей службы руководил Средневосточным командованием на Кипре с 1958 по 1960 годы. Вышел в отставку в 1960 году, являлся почётным лейтенантом Тауэра в 1960—1963 годы.